# Конкордија сула Секија
Конкордија сула Секија је насеље у Италији у округу Модена, региону Емилија-Ромања.
Према процени из 2011. у насељу је живело 4832 становника. Насеље се налази на надморској висини од 20 м.

## Становништво
| 1951.  | 1961. | 1971. | 1981. | 1991. | 2001. | 2011. |
| ------ | ----- | ----- | ----- | ----- | ----- | ----- |
| 10.990 | 9.235 | 8.920 | 8.805 | 8.242 | 8.337 | 8.968 |